# Earobia paradoxa
Earobia paradoxa là một loài tò vò trong họ Ichneumonidae.